# Motz (Wipper)
Die  Motz oder Stolper Motze (polnisch Moszczeniczka) ist ein etwa 9 Kilometer langer rechter Nebenfluss der Wipper (Wieprza)  in Hinterpommern.

## Verlauf
|  |

Das gesamte Flussbett der Motz, des Motzbachs oder der Stolper Motze vom Quellgebiet bis hin zur Einmündung in die Wipper, die ihrerseits in die Ostsee  abfließt, befindet sich in Hinterpommern. Das Einzugsgebiet der Stolper Motze ist etwa 72 km² groß.
Die Motz oder  Stolper  Motze entspringt östlich des Kirchdorfs  Groß Brüskow (Bruskowo Wielkie), das etwa neun Kilometer nordöstlich  der Stadt Stolp  liegt. Sie fließt zunächst südwestwärts, lässt die beiden Dörfer Klein Brüskow (Bruskowo Małe) und Schwolow (Swołowo) links   und das Dorf Gatz (Gać)  rechts liegen und wendet sich dann  östlich des Dorfs Peest (Pieszcz) nach  Nordwesten, fließt durch Peest, bildet dort einen Teich,  und mündet südwestlich des Dorfs am rechten Ufer der  Wipper.